# .pk
.pk е интернет домейн от първо ниво за Пакистан. Представен е през 1992. Поддържа се и се администрира от PKNIC.

## Второ ниво домейни
- .pk (
- .com.pk
- .net.pk
- .edu.pk (за образователни институци)
- .org.pk (за неправителствени организации)
- .fam.pk (за частни лица)
- .biz.pk (за бизнес употреба)
- .web.pk (основно за уебсайтове)
- .gov.pk (Правителство на Пакистан)
- .gob.pk (Домейни за правителството на Балоджистан)
- .gok.pk (Домейни за правителството на Азад Кашмир)
- .gon.pk (Домейни за правителството на NWFP)
- .gop.pk (Домейни за правителството на Пунджаб)
- .gos.pk (Домейни за правителството на Синд)